# Invicta FC 18
Invicta FC 18: Grasso vs. Esquibel foi um evento de MMA promovido pelo Invicta Fighting Championships. O evento foi realizado no dia 29 de julho de 2016.

## Background
O evento principal foi encabeçado por uma luta Peso Palha entre a invicta Alexa Grasso contra Jodie Esquibel . A vencedora do evento principal era esperado para receber a próxima chance pelo Cinturão Peso Palha contra o campeã Angela Hill. O evento coprincipal original era para ser Irene Aldana enfrentando a invicta lutadora brasileira Taila Santos para determinar quem seria a próxima desafiante de Tonya Evinger para o Cinturão Peso Galo, no entanto, problemas de visto forçaram Santos a se retirar do card e a luta foi removida. Lynn Alvarez estava programada para lutar contra a lutadora indiana invicta Manjit Kolekar mas problemas de visto forçaram Kolekar a sair do card e ela foi substituída por Mizuki Inoue. Agnieszka Niedzwiedz estava programada para lutar Claudia Rey mas Rey também foi incapaz de fazer o evento devido a problemas de visto e foi substituído por Christine Stanley. Aldana, Rey e Santos estão agora a ser agendadas para os próximos eventos.

## Bônus da Noite
- Luta da Noite: Tessa Simpson e Simona Soukupova
- Performance da Noite: Megan Anderson e Alexa Grasso